# Айо, Эмиль
Эмиль Айо (18 января 1902[…], Мехико — 29 декабря 1988[…], Париж) — французский архитектор.

## Биография
Изучал архитектуру в Париже в 1921 — 1928 годах, с 1922 года работал вместе с Андре Вентре и специализировался на эфемерной архитектуре.
Здания по его проектам строились во Франции в 1950-х — 1970-х годах в таких городах, как Понтен, Форбак и Гриньи. Для его стиля характерны сглаженные абстрактные формы и использование в качестве основного строительного материала сборных железобетонных панелей. Уже при жизни имел признание и считался одним из самых оригинальных архитекторов Франции.